# August Mau
August Mau (Kiel, 15 ottobre 1840 – Roma, 6 marzo 1909) è stato un archeologo tedesco.

## Biografia
Archeologo e storico tedesco della seconda metà del XIX secolo, classificò e studiò le pitture romane degli scavi di Pompei, in quattro gruppi principali:
- Primo stile. Stile ad incrostazione o stile strutturale (I secolo a.C.)
- Secondo stile. stile architettonico (50-25 a.C.)
- Terzo stile. stile ornamentale (I secolo d.C.)
- Quarto stile. stile fantastico o ultimo stile (quasi contemporaneo al terzo).

La validità di questa suddivisione fu in seguito estesa a tutta la pittura romana anteriore al 79 d.C.